# Clinton (Wisconsin)
Clinton és una població dels Estats Units a l'estat de Wisconsin. Segons el cens del 2000 tenia 2.162 habitants.

## Demografia
Segons el cens del 2000, Clinton tenia 2.162 habitants, 771 habitatges, i 541 famílies. La densitat de població era de 637,2 habitants per km².
Dels 771 habitatges en un 38,1% hi vivien nens de menys de 18 anys, en un 55% hi vivien parelles casades, en un 11,4% dones solteres, i en un 29,8% no eren unitats familiars. En el 24,8% dels habitatges hi vivien persones soles el 12,3% de les quals corresponia a persones de 65 anys o més que vivien soles. El nombre mitjà de persones vivint en cada habitatge era de 2,7 i el nombre mitjà de persones que vivien en cada família era de 3,27.
Per edats la població es repartia de la següent manera: un 29,7% tenia menys de 18 anys, un 8,2% entre 18 i 24, un 27,6% entre 25 i 44, un 19,8% de 45 a 60 i un 14,7% 65 anys o més.
L'edat mediana era de 35 anys. Per cada 100 dones de 18 o més anys hi havia 83,1 homes.
La renda mediana per habitatge era de 45.987 $ i la renda mediana per família de 54.514 $. Els homes tenien una renda mediana de 38.167 $ mentre que les dones 25.189 $. La renda per capita de la població era de 18.015 $. Aproximadament el 4,5% de les famílies i el 7,2% de la població estaven per davall del llindar de pobresa.

## Poblacions més properes
El següent diagrama mostra les poblacions més properes.